# Nguyễn Thị Ngọc Thanh
Nguyễn Thị Ngọc Thanh là đại biểu Quốc hội Việt Nam khoá 13. Khi trúng cử thì bà là Phó Chủ tịch thường trực Hội Liên hiệp Phụ nữ thành phố Hà Nội. Bà trúng cử với tỷ lệ phiếu là 65,77 phần trăm. Bà ở đoàn đại biểu Quốc hội từ Hà Nội.
Tháng 7/2012 là Chủ tịch Hội LHPN thành phố Hà Nội.

## Tiểu sử
Ngày sinh: 2/8/1960
Giới tính: Nữ
Dân tộc: Kinh
Tôn giáo: Không
Quê quán: Xã Tràng An, huyện Bình Lục, Hà Nam
Trình độ chính trị: Cao cấp lý luận chính trị
Trình độ chuyên môn: Đại học Sư phạm tâm lý giáo dục, Cử nhân kinh tế
Nghề nghiệp, chức vụ: Ủy viên Đoàn chủ tịch TW Hội Liên hiệp phụ nữ Việt Nam; Bí thư Đảng ủy, Chủ tịch Hội Liên hiệp phụ nữ Thành phố; Ủy viên Ban chấp hành Đảng bộ các cơ quan thành phố Hà Nội
Nơi làm việc: Hội Liên hiệp phụ nữ thành phố Hà Nội
Ngày vào đảng: 26/10/1996
Nơi ứng cử: TP Hà Nội
Đại biểu Quốc hội khoá: XIII
Đại biểu chuyên trách: Không
Đại biểu Hội đồng nhân dân: Không